# Сир'єз
Сир'є́з (рос. Сырьез) — присілок в Можгинському районі Удмуртії, Росія.
Урбаноніми:
- вулиці — Дорожня, Лісова

## Населення
Населення — 12 осіб (2010; 8 в 2002).
Національний склад станом на 2002 рік:
- удмурти — 62 %
- росіяни — 38 %